# ماراسا
ماراسا (Mārīcī)، (بالسنسكريتية: मारीची، "شعاع الضياء")، هو إله بوذي أو إلهة، وكذلك بوداسف مرتبط بالضوء والشمس. حسب معظم الروايات التاريخية، فإن ماراسا هي إلهة. ومع ذلك، في بعض المناطق، يتم تصويرها على أنها إله ذكر، يتم تبجيلها بين طبقة المحاربين في شرق آسيا. يتم تصويرها عادةً بأذرع متعددة، وهي تركب خنزيرًا، أو على عربة نارية تجرها سبعة خيول أو سبعة خنازير. لديها رأس واحد أو ما بين ثلاثة إلى ستة رؤوس واحد على شكل خنزير. في أجزاء من شرق آسيا، في أقسى أشكالها، قد ترتدي عقدًا من الجماجم. في بعض التمثيلات، تجلس على زهرة اللوتس.